# Proteinska kinaza A
Proteinska kinaza A (PKA) je familija enzima čija aktivnost je zavisna od nivoa cikličnog AMP (cAMP) u ćeliji. PKA je takođe poznata kao cAMP-zavisna proteinska kinaza EC 2.7.11.11). Proteinska kinaza A ima više funkcija u ćelija, koje obuhvataju regulaciju glikogena, šećera, i lipidnog metabolizma.
Ova kinaza se razlikuje od AMP-aktivirane proteinske kinaze - koja, mada ima sličnu prirodu, može da ima suprotne efekte. Isto tako PKA ne treba poistovećivati sa CDK kinazama (engl. cyclin-dependent kinases).

## Mehanizam

### Aktivacija
PKA kinaza je holoenzim koji se sastoji od dve regulatorne i dve katalitičke podjedinice. Na niskim cAMP nivoima, holoenzim ostaje nepromenjen i katalitički neaktivan. Kada je cAMP koncentracija povišena (npr. usled aktivacije adenilat ciklaza G protein-spregnutim receptorima spregnutim sa , koje inhibicijom fosfodiesteraza degradiraju cAMP), cAMP se u dovoljnoj meri vezuje za dva mesta vezivanja na regulatornim podjedinicama, što dovodi do odvajanja katalitičkih podjedinica.

### Kataliza
Slobodne katalitičke podjedinice onda mogu da katalizuju prenos ATP terminalnog fosfata na proteinske supstrate na serinskim, ili treoninskim ostacima. Ova fosforilacija obično dovodi do promene aktivnosti supstrata. Pošto su PKA kinaze prisutne u mnogobrojnim ćelijskim vrstama, i imaju sposobnost delovanja na različitim supstratima, PKA i cAMP regulacija su prisutne u znatnom broju biohemijskih puteva.
Mehanizmi daljih efekata se mogu podeliti na direktnu proteinsku fosforilaciju i proteinsku sintezu:
- U direktnoj proteinskoj fosforilacija, PKA direktno bilo povišava ili snižava aktivnost proteina.
- U protein sintezi, PKA prvo direktno aktivira CREB, koji se vezuje za element cAMP responsa, menjajući transkripciju i usled toga sintezu proteina. Ovom mehanizmu su potrebni duži vremenski periodi (časovi do dana).

## Literatura
- Nicholas C. Price; Lewis Stevens (1999). Fundamentals of Enzymology: The Cell and Molecular Biology of Catalytic Proteins (Third изд.). USA: Oxford University Press. ISBN 019850229X.
- Eric J. Toone (2006). Advances in Enzymology and Related Areas of Molecular Biology, Protein Evolution (Volume 75 изд.). Wiley-Interscience. ISBN 0471205036.
- Branden C; Tooze J. Introduction to Protein Structure. New York, NY: Garland Publishing. ISBN 0-8153-2305-0.
- Irwin H. Segel. Enzyme Kinetics: Behavior and Analysis of Rapid Equilibrium and Steady-State Enzyme Systems (Book 44 изд.). Wiley Classics Library. ISBN 0471303097.

## Spoljašnje veze
- Cyclic+AMP-Dependent+Protein+Kinases на 
- cAMP-zavisna proteinska kinaza 1